# Komarów-Osada (Zamość)
Pour les articles homonymes, voir Komarów-Osada.
Komarów-Osada (prononciation [kɔˈmaruf ɔˈsada]) est un village de la gmina de Komarów-Osada, du powiat de Zamość, dans la voïvodie de Lublin, situé dans l'est de la Pologne.
Il est le siège administratif (chef-lieu) de la gmina rurale de Komarów-Osada.
Komarów-Osada se situe à environ 19 kilomètres au sud-est de Zamość (siège du powiat) et 94 kilomètres au sud-est de Lublin (capitale de la voïvodie).

## Administration
De 1975 à 1998, le village est attaché administrativement à l'ancienne voïvodie de Zamość.

Depuis 1999, il fait partie de la nouvelle voïvodie de Lublin.